# Сан Андрус (Калифорнија)
Сан Андрус (енгл. San Andreas) насељено је место без административног статуса у америчкој савезној држави Калифорнија.

## Демографија
По попису из 2010. године број становника је 2.783, што је 168 (6,4%) становника више него 2000. године.
| Група             | 2000.         | 2010.         |
| Белци             | 2.310 (88,3%) | 2.330 (83,7%) |
| Афроамериканци    | 2 (0,1%)      | 23 (0,8%)     |
| Азијати           | 19 (0,7%)     | 28 (1,0%)     |
| Хиспаноамериканци | 166 (6,3%)    | 255 (9,2%)    |
| Укупно            | 2.615         | 2.783         |